# تشارلز ديفيس (لاعب كرة قدم أمريكية)
تشارلز ديفيس (بالإنجليزية: Charles Davis)‏ هو لاعب كرة قدم أمريكية أمريكي، ولد في 13 مارس 1983 في فريزر في الولايات المتحدة.

## وصلات خارجية
- تشارلز ديفيس على موقع كلية كرة السلة في سبورتس رفرنس.كوم (الإنجليزية)
- تشارلز ديفيس على موقع مرجع كرة القدم المحترفة.كوم (الإنجليزية)
- تشارلز ديفيس على موقع JustSportsStats.com (الإنجليزية)